# Death Be Not Proud

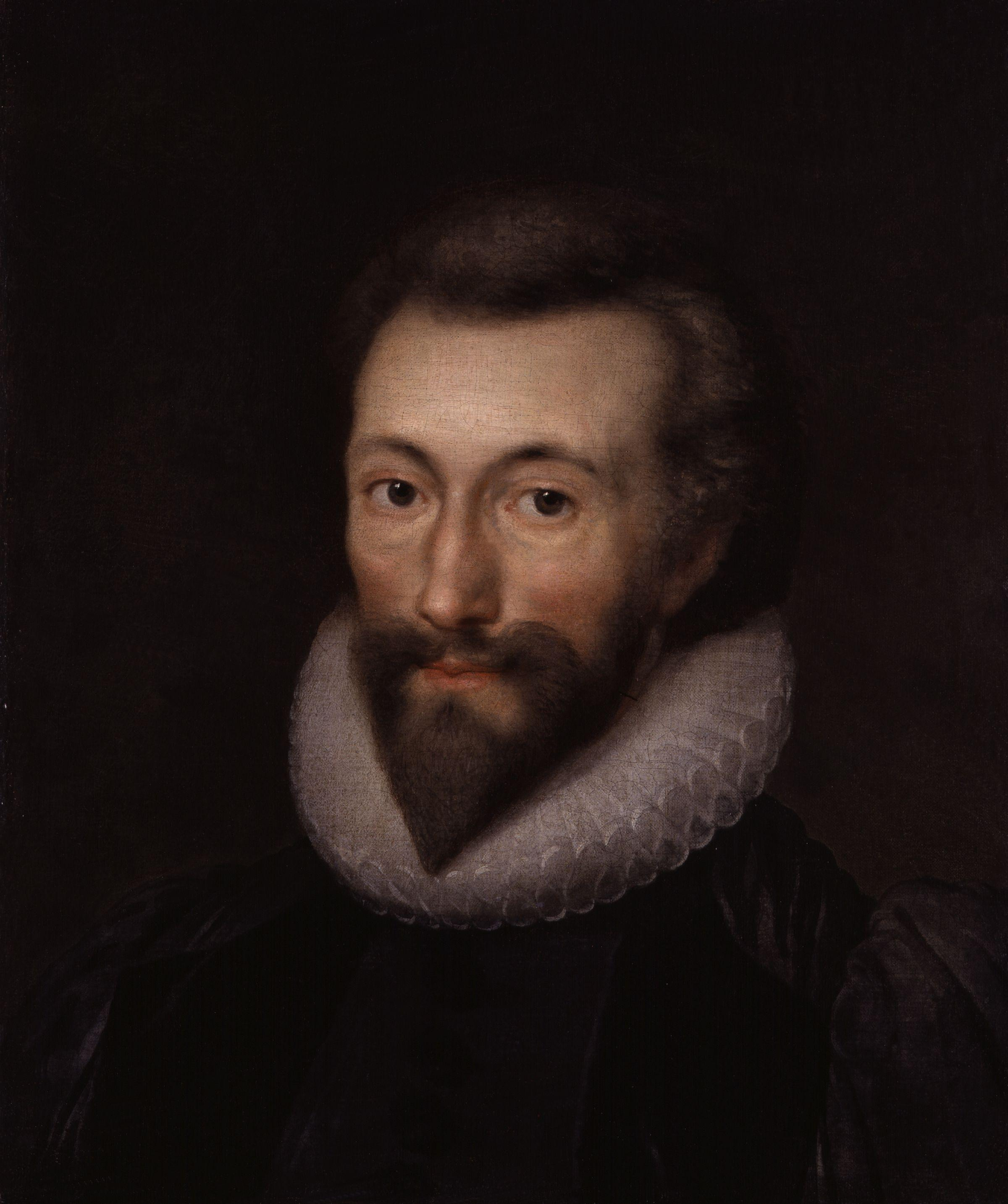
John Donne

Death Be Not Proud, (Holy Sonnet 10), is een metafysisch gedicht dat de Engelse dichter John Donne omstreeks 1610 schreef en dat postuum werd gepubliceerd.

## Datering en naamgeving
Het gedicht verscheen voor het eerst als "Holy Sonnet X" in Holy Sonnets, een verzameling van negentien sonnetten van John Donne. De titel geraakte echter beter bekend als "Death, Be Not Proud", de eerste vier woorden van het gedicht. Wanneer Donne het precies schreef is niet bekend, aangenomen wordt dat het in de periode 1601-1610 ontstond. Samen met de liefdesgedichten werden de eerste zeventien Holy sonnets in 1633 gepubliceerd in de collectie Love Songs and Sonnets, een paar jaar na de dood van John Donne.

## Thema's
De onvermijdelijkheid van de dood en de vluchtigheid van een mensenleven, geloof en twijfel, de tijd, verdriet en rouw, verrijzenis na de dood. Het gedicht leent zich omwille van deze thematiek blijkbaar goed tot voordracht bij begrafenissen. De versregel "One short sleep past, we wake eternally" (Eenmaal die korte slaap voorbij, wacht ons het eeuwig leven) komt voor op heel wat grafstenen van liefhebbers van Donnes gedichten.
John Donne was bezeten van de gedachte dat hij eenmaal dood zou gaan. Zijn eigen sterfelijkheid hield hem zo bezig dat hij zich lang voor zijn einde kwam begon voor te bereiden op zijn eigen dood. Zijn houding tegenover de dood was bijzonder complex en theatraal. Hij vreesde het, maar werd er tegelijkertijd door aangetrokken. Zijn overweldigende angst voor de dood bracht hem ertoe om in zijn gedichten manieren te bedenken om deze vrees te overwinnen. Zo gaat hij bijvoorbeeld de confrontatie aan met de dood (zoals in Death Be Not Proud) of hij speelt met de gedachte er zelf een einde aan te maken (zoals in Biathanatos, zijn verdediging van zelfmoord). Heel wat versregels spreken over dingen als het verval van het lichaam, of angst over het vermengen van stoffelijke resten in het graf, of drukken een verlangen uit naar de verrijzenis. Hoezeer Donne soms gehecht lijkt aan zijn aards bestaan, hij houdt steeds de redding van zijn ziel na de dood voor ogen. Maar ook al verklaart hij in dit gedicht, blijkbaar vol zelfvertrouwen, dat er leven na de dood is, het idee van mogelijke verdoemenis en hel zou hem tijdens zijn leven als dichter en priester nooit helemaal loslaten.

## Inhoud
Het gedicht is een sonnet gericht aan de Dood, die door de dichter aangesproken wordt als een persoon (personificatie). Hij zegt hem niet te trots te zijn, omdat men de dood eigenlijk niet hoeft te vrezen. Vervolgens wordt deze gedachte uitgewerkt in verschillende stellingen. De dichter legt uit dat slaap eigenlijk een vorm van dood is en omdat slaap aangenaam is zal de dood dat zelfs nog in grotere mate zijn; dat dood de slaaf is van het lot, van toeval, van koningen die beslissen over leven en dood, en van wanhopigen die zelf de dood verkiezen. Wat de slaap klaarspeelt met een slaapmiddel (poppy, papaver), daar heeft de dood oorlog, vergif en ziekte voor nodig. En uiteindelijk, zo stelt de dichter, wat is de dood anders dan een korte slaap waaruit wij in eeuwigheid ontwaken? De dood zal er dan niet meer zijn, de dood zelf zal sterven.
Death Be Not Proud (Holy Sonnet X)
auteur:John Donne
Death, be not proud, though some have called thee
Mighty and dreadful, for thou art not so;
For those whom thou think'st thou dost overthrow
Die not, poor death, nor yet canst thou kill me.
From rest and sleep, which but thy pictures be,
Much pleasure; then from thee much more must flow,
And soonest our best men with thee do go,
Rest of their bones, and soul's delivery.
Thou art slave to fate, chance, kings, and desperate men,
And dost with poison, war, and sickness dwell,
And poppy or charms can make us sleepe as well
And better than thy stroke; why swell'st thou then?
One short sleep past, we wake eternally,
And death shall be no more; Death, thou shalt die.

## Vorm en stijl
Het sonnet is geschreven volgens het rijmschema abba - abba - cddc - ee. Het ritme varieert, hoewel het grootste gedeelte van het gedicht samengesteld is uit jambische pentameters.
Om zijn boodschap over te brengen ('De dood hoef je niet te vrezen') maakt Donne gebruik van verschillende stijlmiddelen. De eerste versregel opent met een apostrof: "Death", waarin de dichter de Dood aanspreekt in de tweede persoon. Behalve deze personificatie duiken er ook heel wat alliteraties op in het gedicht zoals And better than thy stroke; why swell'st thou then. Zoals gebruikelijk bij de metafysische dichters, komen ook uitgebreide metaforen aan bod, de 'conceits', die de lezer verrassen met beelden en vergelijkingen die niet meteen voor de hand liggen: Thou art slave to fate, chance, kings, and desperate men stelt de dood gelijk aan een slaaf. Donnes gedichten bevatten vaak ironische gedachten, hier sluit hij het gedicht af met de paradox: Death, thou shalt die (Dood, jij zal sterven).